# Дивослово
«Дивослово» (українська мова і література в навчальних закладах) — щомісячний науково-методичний журнал Міністерства освіти і науки України.
Започатковано в березні 1951 року як двомісячники «Українська мова в школі» та «Література в школі», після об'єднання їх у 1963 році виходив як місячник «Українська мова і література в школі», від 1994 року — сучасна назва.
Призначений для вчителів-словесників загальноосвітніх шкіл, викладачів середніх спеціальних і вищих навчальних закладів.
Входить до наукометричної бази даних Slavic Humanities Index.
Від 2020 року головний редактор — Роксана Харчук.
З 2005 року редакція видає методичний щомісячник «Бібліотечка „Дивослова“», де друкуються обсяжні тематичні матеріали, які вчитель може використати у підготовці до уроку.

## Розділи
Матеріал подають у трьох розділах:
- «Методика викладання мови й літератури»;
- «Мовознавство»;
- «Літературознавство і компаративістика».

## Основні рубрики
- Офіційні матеріали
- Науковець — практикові
- Готуємось до ЗНО
- Особистісно зорієнтоване навчання
- Компетентнісне навчання
- Інноваційний урок
- Робітня словесника
- Науковець — практикові
- Викладачеві ВНЗ
- Бібліотечка вчителя-словесника
- До мовних глибин
- Література рідного краю
- Позакласна робота
- Музеї України
- Новочасна література

## Наповнення
Публікує матеріали з актуальних питань мовознавства й літературознавства, методики викладання української мови й літератури, методичні рекомендації, розробки уроків, матеріали олімпіад, конкурсів, мовні консультації, сценарії виховних заходів, рецензії. Популяризуються новітні педагогічні технології, узагальнюється досвід ефективної роботи учителів-практиків, розповідається про майстрів-словесників, презентуються навчальні заклади нового типу. До центральної тематики належить також висвітлення, передусім у зв'язку з потребами школи, різних аспектів творчості Т. Шевченка, І.Франка, Лесі Українки та інших класиків, дається нове прочитання програмових творів минулого, публікуються творчі портрети й зразки текстів сучасних письменників.
1963 року редакція організувала дискусію щодо нагальних змін в українському правописі; з кінця 1980-х — численними публікаціями активно сприяла поверненню літературної й наукової спадщини заборонених, замовчуваних і репресованих у радянський період письменників і вчених-філологів доби Визвольних змагань 1917—1921 років, Розстріляного відродження, Західної України 1920—1930 років, української еміграції, літераторів-дисидентів; з 1990 року зосереджує особливу увагу на плеканні любові до української мови, утвердженні її як державної, порушує гострі проблеми її захисту, розвитку, поширення сфер функціонування. Часопис, подаючи допомогу вчителям, викладачам у справі відродження й піднесення української духовності, національної свідомості, знайомить з помітними явищами культури, традиціями, обрядами й святами українців, роботами українських митців.
Серед авторів — В. Панченко, Л. Масенко, Г. Клочек, Л. Мацько, І. Ющук, І. Фаріон, В. Задорожний, Д. Дроздовський. Здобутки педагогічної науки й практики пропагують провідні сучасні методисти А. Фасоля, Л. Варзацька, Н. Голуб, С. Омельчук, О. Ковальчук, Г. Токмань [Архівовано 15 лютого 2021 у Wayback Machine.], О. Рудницька.
Головними редакторами були Т. Бугайко (1951—1954), Ф. Жилко, П. Мисник, О. Біляєв, О. Аврамчук, С. Гречанюк, Л. Дрофань. Від 2004 року головний редактор — Катерина Рибалко.